# Chantalia conandae
Genre
Espèce
Chantalia conandae est une espèce d'holothuries (concombres de mer) de la famille des Chiridotidae.

## Description et caractéristiques
C'est une apodidée de petite taille, équipée de douze tentacules buccaux, quatre à six vésicules de Poli et des canaux ciliés le long des mésentères, dépourvue d'anneau calcaire et d'ossicules dermiques. 

## Habitat et répartition
C'est une espèce très discrète, qui vit à faible profondeur au Brésil. 

## Taxonomie
L'espèce et le genre ont été érigés en l'honneur de Chantal Conand, chercheuse émérite spécialiste des holothuries.